# Паульсон Отто Михайлович
Отто Михайлович Паульсон (10 січня 1834 — 1 червня 1886) — український зоолог, професор Київського університету. Працював у багатьох напрямках зоології, зокрема таких, як порівняльна анатомія, карцинологія, гельмінтологія, паразитологія, ентомологія та ін.

## Життєпис
З 1865 року працював на посаді приват-доцента кафедри зоології Київського університету. У 1867 році захистив магістерську дисертацію «Анатомия Diplozoon paradoxum. Взгляд на процессы слияния и соединения организмов». Докторську дисертацію захистив 1875 року на тему «Исследование ракообразных Красного моря с заметкам относительно ракообразных других морей». З 1876 року — професор кафедри зоології. У 1881—1884 роках — проректор Київського університету.